# Survie, Orne
Survie är en kommun i departementet Orne i regionen Normandie i nordvästra Frankrike. Kommunen ligger i kantonen Exmes som tillhör arrondissementet Argentan. År 2018 hade Survie 163 invånare.

## Befolkningsutveckling
Antalet invånare i kommunen Survie
| Referens: INSEE |